# Feistmantelia ornata
Feistmantelia
Genre
Espèce
Feistmantelia ornata, unique représentant du genre Feistmantelia, est une espèce fossile de scorpions de la famille des Isobuthidae.

## Répartition
Cette espèce a été découverte à Studeněves en Tchéquie. Elle date du Carbonifère.

## Publication originale
- (de) Anton Fritsch, Palaeozoische Arachniden, Prague, 1904, p. 1-85 [lire en ligne].